# Pęczelice (gmina)
Pęczelice – dawna gmina wiejska istniejąca do 1954 roku w woj. kieleckim. Nazwa gminy pochodzi od wsi Pęczelice, lecz siedzibą władz gminy był Szczaworyż. 
W okresie międzywojennym gmina Pęczelice należała do powiatu stopnickiego w woj. kieleckim. Po wojnie gmina zachowała przynależność administracyjną. 12 marca 1948 roku zmieniono nazwę powiatu stopnickiego na buski. Według stanu z dnia 1 lipca 1952 roku gmina składała się z 10 gromad: Konary, Owczary, Pęczelice, Piasek Mały, Skotniki Duże, Skotniki Małe, Smogorzów, Sułkowice, Szczaworyż i Żerniki Górne.
Jednostka została zniesiona 29 września 1954 roku wraz z reformą wprowadzającą gromady w miejsce gmin. Po reaktywowaniu gmin z dniem 1 stycznia 1973 roku gminy Pęczelice nie przywrócono, a jej dawny obszar wszedł głównie w skład gminy Busko-Zdrój.